# Щепоциці-Приватні
Щепоциці-Приватні (пол. Szczepocice Prywatne) — село в Польщі, у гміні Радомсько Радомщанського повіту Лодзинського воєводства.
Населення — 159 осіб (2011).
У 1975-1998 роках село належало до Пйотрковського воєводства.

## Демографія
Демографічна структура станом на 31 березня 2011 року:
|          | Загалом | Допрацездатний вік | Працездатний вік | Постпрацездатний вік |
| -------- | ------- | ------------------ | ---------------- | -------------------- |
| Чоловіки | 76      | 13                 | 57               | 6                    |
| Жінки    | 83      | 18                 | 50               | 15                   |
| Разом    | 159     | 31                 | 107              | 21                   |